# Harro Dicks
Harro Dicks (ur. 3 października 1911 w Kolonii, zm. 24 stycznia 2013 w Darmstadt) – niemiecki reżyser operowy

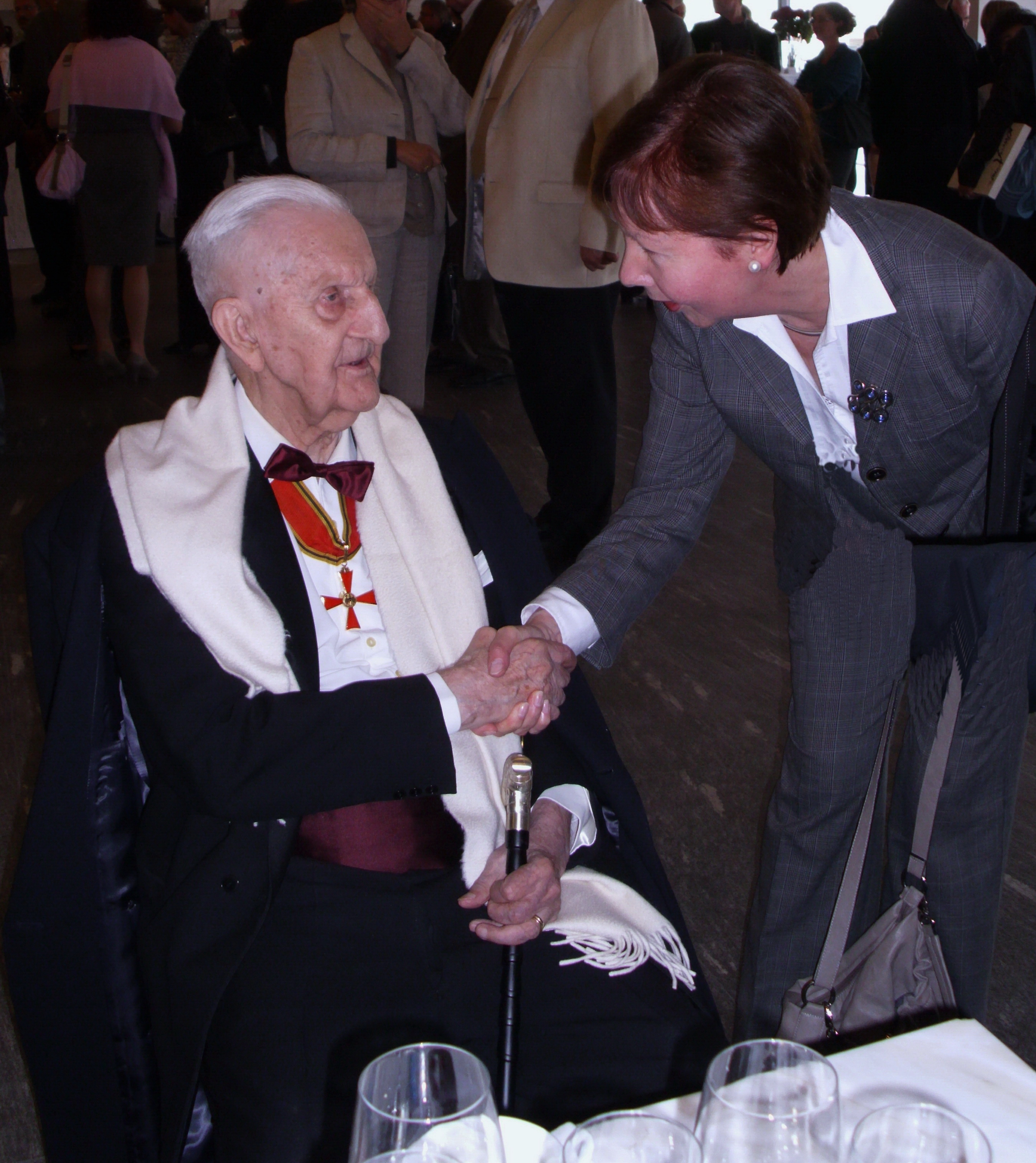
Harro Dicks Festakt podczas uroczystych swoich 100. urodzin

Pochodzi z rodziny bankierskiej, karierę zawodową rozpoczął od posady urzędnika bankowego w Essen, w tym samym okresie podjął studia ekonomiczne, a następnie studia w kierunku teatrologii w Kolonii. Po zakończeniu II wojny światowej rozpoczął pracę w hanowerskim Teatrze Miejskim, w którym objął stanowisko naczelnego dyrektora opery. W 1948 roku został głównym reżyserem i zastępcą dyrektora w miejskim teatrze muzycznym we Frankfurcie. W 1951 roku rozpoczął pracę w teatrze w Darmstadt, stanowisko to obejmował do końca swojej kariery zawodowej w 1976 roku.
9 października 2011 roku, Harro Dicks świętował swoje 100. urodziny, wśród wielu zaproszonych gości i przyjaciół. Benefis odbył się w Wielkiej Sali teatru w Darmstadt.

## Odznaczenia
- 1971: Medal Johan Heinricha Merck
- 1976: Srebrna Odznaka Zasługi Darmstadt
- 1976: Medal Goethego
- 1981: Krzyż Oficerski Orderu Zasługi RFN
- 1992: Krzyż Komandorski Orderu Zasługi RFN
- 2002: Order Zasługi Hesji